# Kasteel Wissekerke
Het kasteel Wissekerke is een waterburcht gelegen in het Waaslandse dorpje Bazel in de gemeente Beveren-Kruibeke-Zwijndrecht in de Belgische provincie Oost-Vlaanderen. Het kasteel bevindt zich in een poldergebied aan de linkeroever van de Schelde, aan de rand van de dorpskern. Vanuit Antwerpen of Temse is de plaats te bereiken via de N419.
Het kasteel, het poortgebouw, de ijzeren hangbrug en de duiventoren werden tot monument geklasseerd in 1981 op advies van de Koninklijke Commissie voor Monumenten en Landschappen. Het kasteelpark is publiek toegankelijk. Sinds 2023 is het kasteel na renovatie geopend, met een interactief belevingsparcours.

## Geschiedenis
De heerlijkheid Wissekerke was in de feodale tijd een van de belangrijkste van het graafschap Vlaanderen. Het kasteel werd midden van de 12e eeuw gebouwd, maar onderging in de loop van de eeuwen veel wijzigingen en herstellingen. Deze laatste waren bijvoorbeeld nodig toen de troepen van Marnix van Sint-Aldegonde in 1583 de linkervleugel verwoestten. De vleugel werd onmiddellijk wederopgebouwd, maar niet meer in de originele stijl; ook uit de 16e eeuw dateert de kasteeltoren. Het kasteelpark en de hangbrug zijn pas ontworpen in de 19e eeuw. In 1881 kende het landgoed een grote restauratie. Bij die gelegenheid groef men een 1.400 meter lang kanaal, dat de vijvers met de Schelde verbindt. Het wordt overspannen door een metalen hangbrug.
Het kasteel was gedurende eeuwen de hoofdresidentie van de adellijke familie Vilain XIIII. Deze familie leverde 139 jaar lang de burgemeesters van Bazel.
Op last van burggraaf Philippe Vilain XIIII werd het fraaie poorthuis opgetrokken in neotudorstijl. Ook het interieur dateert uit deze periode. Het salon in empirestijl dateert uit de tijd van burggravin Sophie-Louise-Zoé de Feltz.
De familie Villain verliet het ouderlijk kasteel in de tweede helft van de twintigste eeuw. Het werd in 1989 aangekocht door de gemeente Kruibeke, die sindsdien het onderhoud voor haar rekening neemt. Het werd een plek voor culturele activiteiten, excursies en tentoonstellingen. Op 4 augustus 2022 maakte de Vlaams minister Matthias Diependaele van Onroerend Erfgoed dat het kasteel voor 130.000 euro gerestaureerd wordt.

## Architectuur
De belangrijkste gebouwen dateren uit de 19e en 20e eeuw, omdat het grootste gedeelte van het kasteel verbouwd is in neogotische stijl. Het slot is gebouwd op bakstenen kruisribgewelven. De oude middeleeuwse kern is volledig verstopt door de latere toevoegingen. Wissekerke blijft een voorbeeld van feodale Vlaamse gotiek.

## Hangbrug
Het kasteel is gekend om zijn ijzeren hangbrug, de oudste nog overgebleven brug van dit type in Europa. Het is een kettinghangbrug met houten loopplanken die in 1824 werd gebouwd naar een ontwerp van Jean-Baptiste Vifquain (1789-1854), een ingenieur uit Brussel die in Frankrijk had gestudeerd en in Engeland gereisd. Hij hanteerde niet de gebruikelijke timmermansverbinding, maar opteerde voor een vernieuwende verbindingstechniek met bouten. Hij bedacht ook een stevige en materiaalbesparende manier om de hangstructuur en de bakstenen borstweringen te integreren.
Ondanks de bescheiden overspanning van 20,5 meter is de brug van grote industrieel-archeologische waarde. Ze heeft haar originele kolommen, portieken, kettingelementen en leuningen behouden; enkel het loopvlak is vervangen. In 2012 werd ze na restauratie opengesteld voor het publiek.

## Galerij

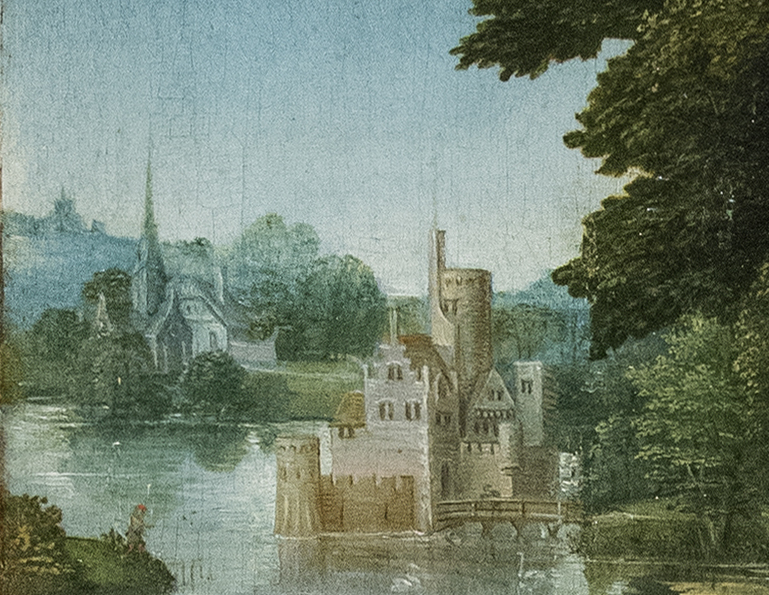
Het kasteel in de 16e eeuw
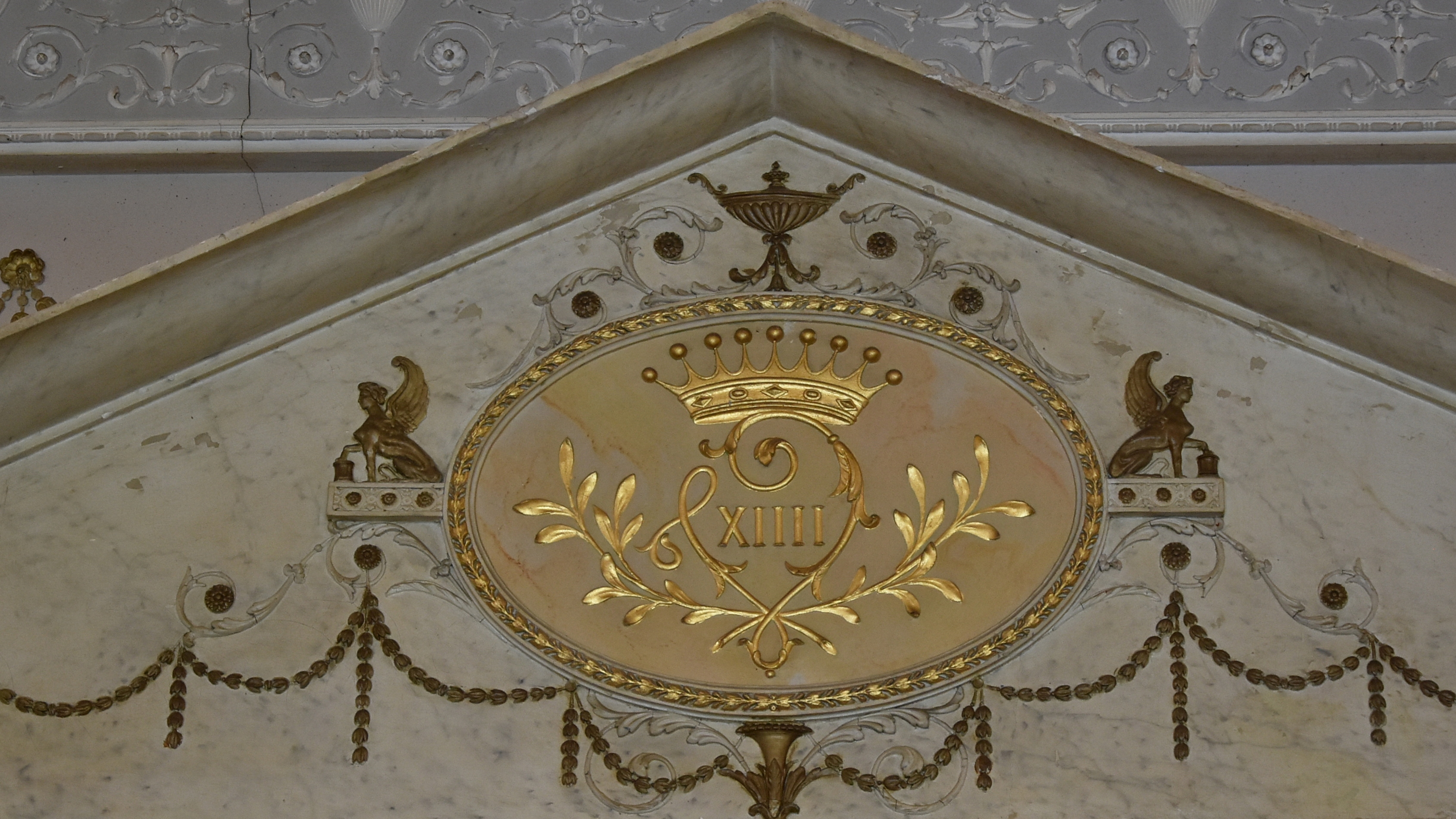
Gouden gravenkroon Vilain XIIII
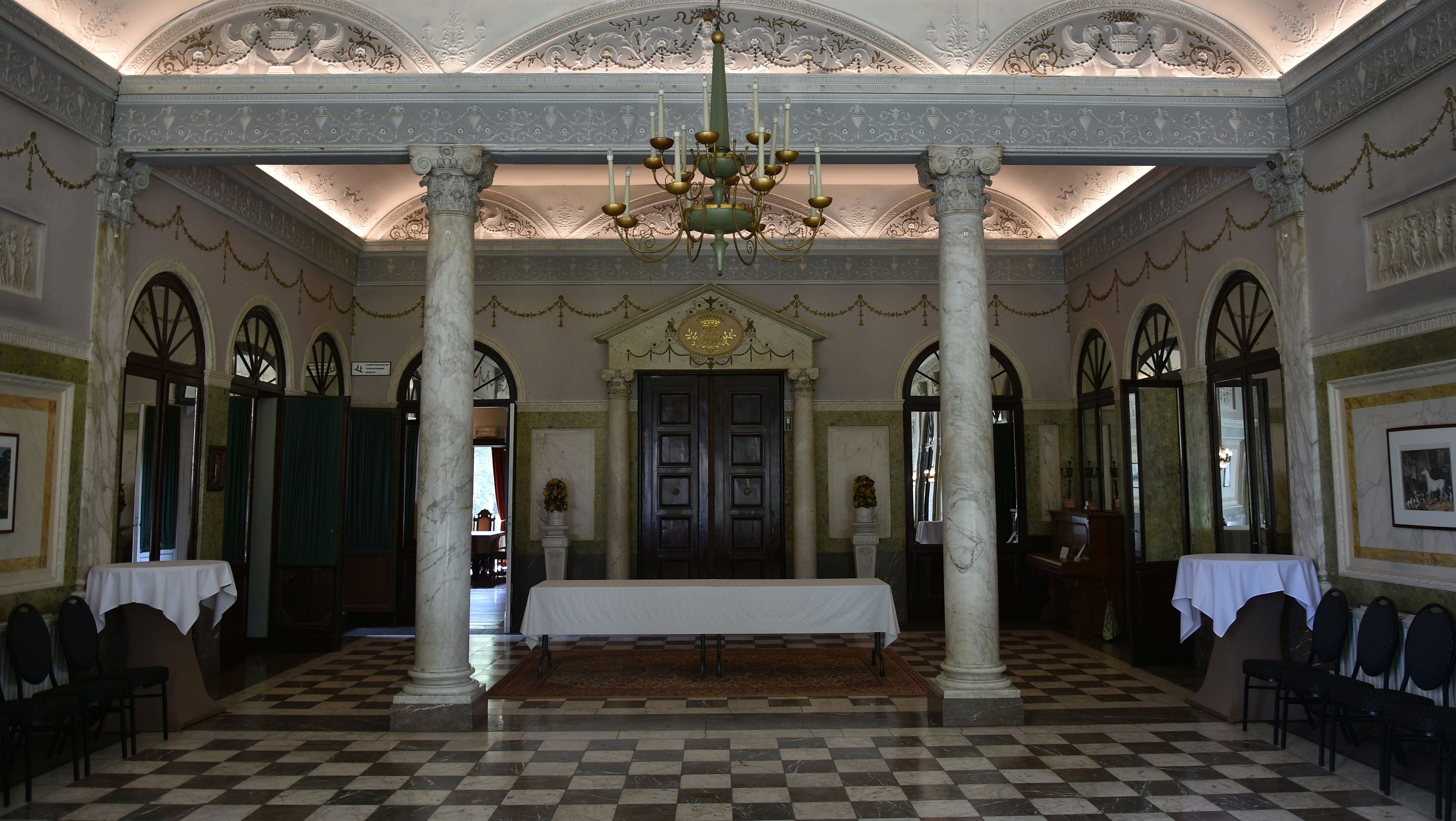
De vestibule
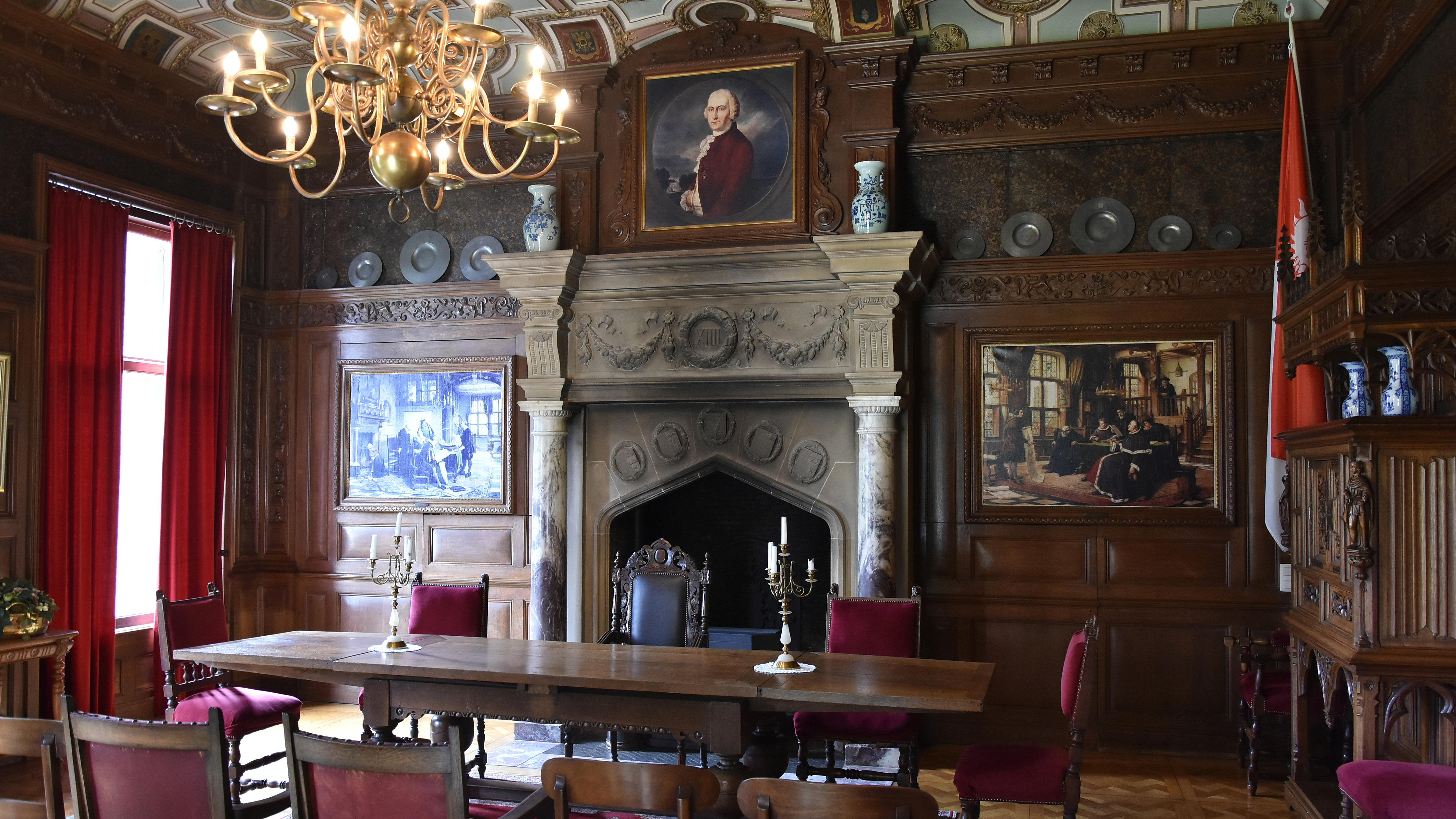
Het rooksalon
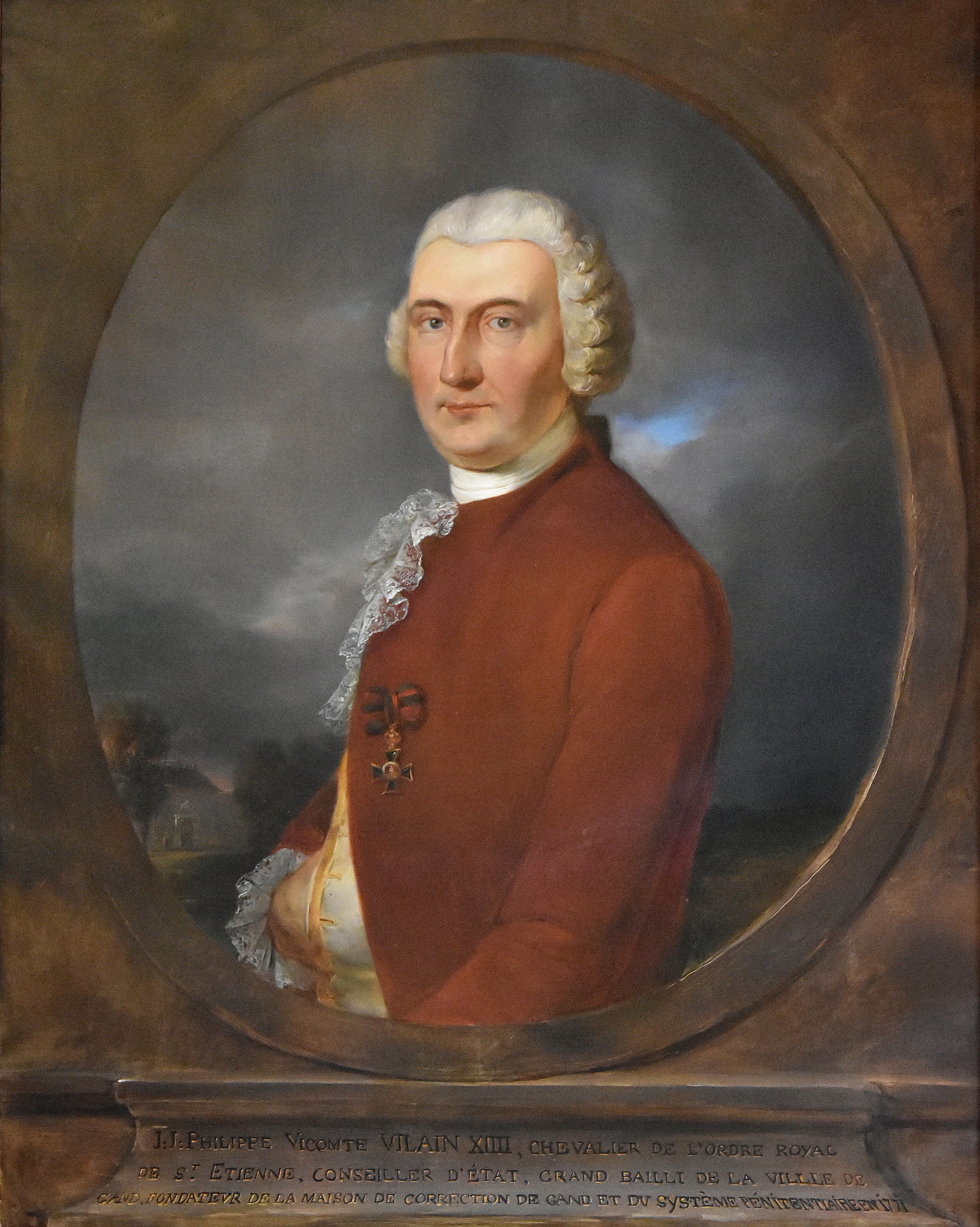
Portret van Jean Jacques Philippe Vilain XIIII in het kasteel
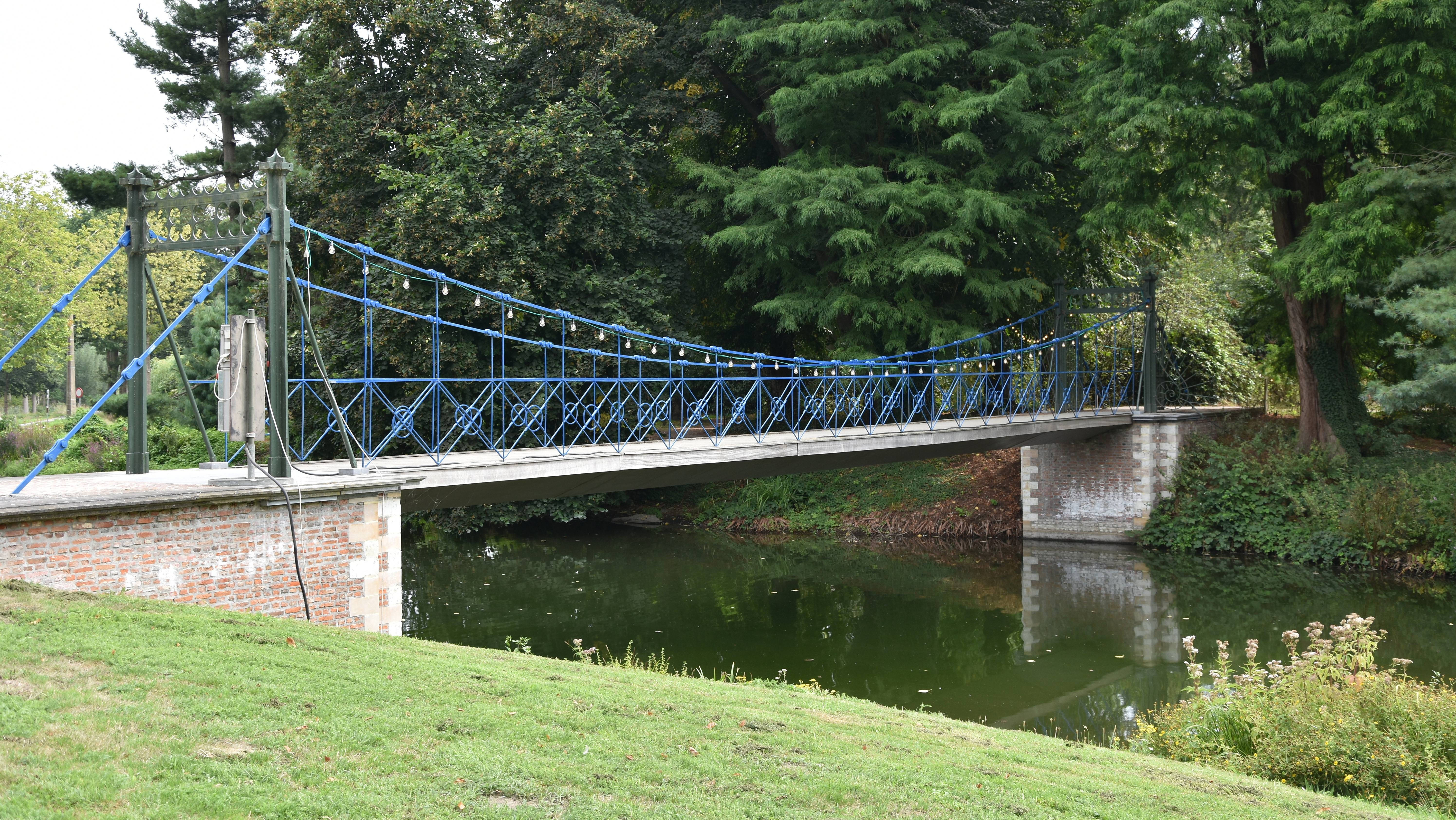
De gietijzeren hangbrug